# Astronomy Domine
Astronomy Domine è un brano musicale dei Pink Floyd contenuta come prima traccia nel loro album di esordio del 1967, The Piper at the Gates of Dawn.

## Storia
La canzone venne composta da Barrett nel 1966 (nonostante ci lavorasse già dal '65), quando le sessioni con i Floyd si svolgevano nell'appartamento di Highgate di Mike Leonard. Durante le pause, Barrett consultò svariati atlanti siderali di Leonard, dalla cui consultazione venne fuori il verso Jupiter and Saturn / Oberon, Miranda and Titania / Neptune, Titan.
Già dalle prime sessioni la voce e la chitarra erano di Barrett, mentre la tastiera era affidata a Wright. Differente invece era il titolo di lavorazione: Astronomy Dominé (An Astral Chant), con un riferimento al fatto che il vocabolo Domine (tradotto Signore) è una parola latina spesso utilizzata nei canti gregoriani.

## Descrizione
La canzone si apre con la voce del manager dei Pink Floyd dell'epoca, Peter Jenner, che recita i nomi delle stelle attraverso un megafono. L'intenzione di questa apertura è quella di replicare le sensazioni dello spazio profondo; la voce di Jenner sembra quella di un astronauta che parla attraverso un intercom. Si sente anche un messaggio in codice Morse all'inizio di questa canzone, che era un modo per trasmettere messaggi utilizzando una serie di toni lunghi e brevi. Si è cercato per anni di decifrare tale codice, ma si ė appurato che era solo una serie casuale di toni senza alcun significato.
La traccia è - insieme ad Interstellar Overdrive - quella più "spaziale" dell'LP. Lo stile influenzerà successivamente album della band come Ummagumma o The Dark Side of the Moon.

## Versioni alternative e dal vivo
Astronomy Domine era un pezzo piuttosto frequente nei concerti; a riprova di ciò, comparve come prima traccia sull'LP dal vivo di Ummagumma. Dopo l'abbandono di Barrett, toccò al nuovo chitarrista David Gilmour eseguire la parte cantata, insieme a Wright. La canzone venne ampliata raggiungendo in alcuni momenti una durata di 15 minuti.
Dopo il concerto del 20 giugno 1971 al Palaeur di Roma, la canzone non fece più parte della scaletta nei concerti dal vivo fino al 1994, anno in cui venne pubblicata (in una versione dal vivo a Miami) come lato B del singolo Take It Back.
Venne ripresa nel tour del 2006 di David Gilmour e Richard Wright per alcuni concerti. Gilmour continuò a eseguirla regolarmente nei suoi concerti.

## Video musicale
Nel 1968, i Pink Floyd andarono in Belgio a girare un filmato promozionale per Astronomy Domine, così come avevano già fatto per The Scarecrow e avrebbero ripetuto per See Emily Play, Apples and Oranges, Paint Box, Set the Controls for the Heart of the Sun, Corporal Clegg. Syd Barrett non è presente in nessuno di questi filmati tranne che in The Scarecrow.

## Formazione
Gruppo
- Syd Barrett – voce principale, chitarra principale
- Richard Wright – voce principale, organo Farfisa
- Roger Waters – basso elettrico, cori
- Nick Mason – batteria, percussioni

Altri musicisti
- Peter Jenner – effetti vocali

## Cover
- Il gruppo thrash metal canadese Voivod ha inserito una cover di Astronomy Domine nell'album Nothingface del 1989.